# Reserva natural integral del Monte Nimba
El Monte Nimba, localizado en la frontera entre Guinea, Liberia y Costa de Marfil, con una altitud de 1752 m, está cubierto por densos bosques, cuenta en sus laderas pastos de montaña. Estos hábitat son especialmente ricos en flora y fauna, con varias especies endémicas, como el sapo vivíparo y el chimpancés que usan piedras como instrumentos.
La Reserva Natural Integral del Monte Nimba fue declarada en 1943 en Costa de Marfil y en 1944 en Guinea. El sector guineano fue internacionalmente reconocido como Reserva de la Biosfera en 1980 y, en 1981, fue inscrito por la Unesco en la lista de los lugares que son Patrimonio de la Humanidad; el sitio fue ampliado en 1982 para incluir el sector marfileño. Contigua a estas reservas, está la de Liberia que fue propuesta para ser igualmente incluida.
La Reserva de la Naturaleza del lado guineano tiene 13 mil hectáreas, en cuanto que el lado marfileño tiene 5 mil hectáreas. La Reserva de la Biosfera (Guinea) tiene 17 mil hectáreas.
La Reserva fue inscrita en 1992 en la Lista del Patrimonio Mundial en Peligro como resultado de dos factores: la propuesta de concesión de una mina de hierro a un consorcio internacional y la instalación de un gran número de refugiados en la parte guineana del monte. A pesar de que el gobierno de Guinea creó un "Centro de Gestión Ambiental del Monte Nimba" y de haber redefinido los límites de la zona, en 1999 continuaba aún en marcha el proyecto de mina, fuera de la región protegida. Asegurando, tanto el gobierno, como los inversores, a la comunidad internacional de que harán todos los esfuerzos para manter la integridad ecológica del lugar.